# Treron floris
El vinago de Flores (Treron floris) es una especie de ave columbiforme de la familia Columbidae.

## Distribución geográfica
Es endémico de las islas menores de la Sonda (Indonesia), desde Lombok hasta Alor.

## Hábitaty estado de conservación
Habita en las selvas monzónicas y en zonas de vegetación densa, aunque también se encuentra en zonas más abiertas. Es frugívoro, alimentándose especialmente de higos.
Está amenazada por la pérdida de hábitat.